# 花嫁のれん

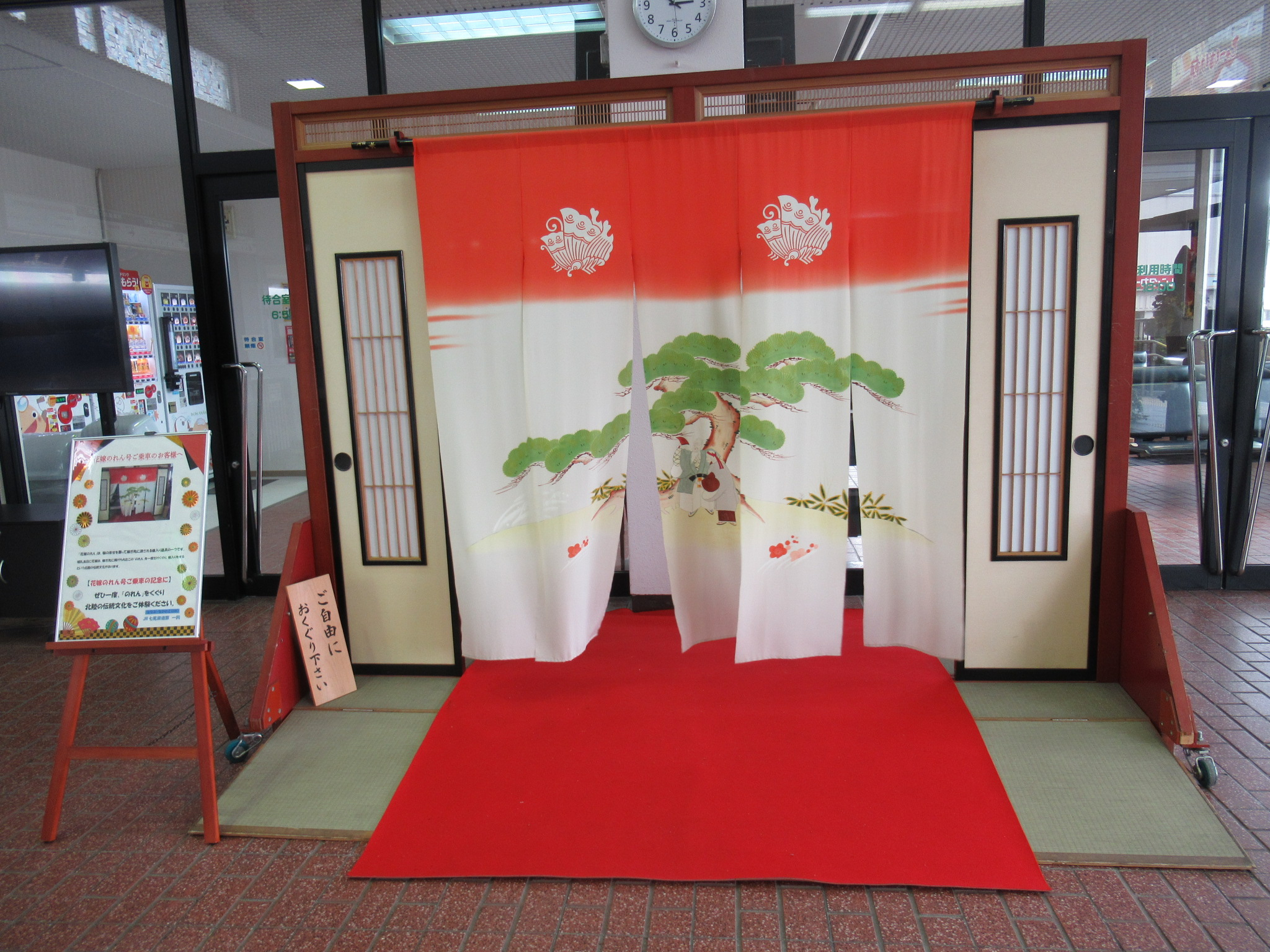
和倉温泉駅に展示されている「花嫁のれん」

花嫁のれん（はなよめのれん）とは、日本の石川県と富山県の一部地域で見られる、婚礼に用いられる特別な暖簾（のれん）自体、ならびにそののれんを尊び用いる風習を言う。

## 概要
幕末から明治時代にかけて、加賀藩の領地である加賀・能登・越中の地域で行われた風習で、平成時代に入っては石川県能登地方の観光資源としても扱われており、地域で受け継がれた花嫁のれんの展示会（「花嫁のれん展」、後述）やこれを使用した花嫁道中などの観光イベントが行われ、「花嫁のれん」の語は七尾市の一本杉通り振興会によって商標登録されている（第5353935号）。
使用されるのれんは、多くは加賀友禅で仕立てられ、上部には新婦実家の家紋が染め抜かれている。代表的な図柄に「鶴亀」が用いられる。のれんは婚礼当日、婚家の仏間の入口に掛けられ、花嫁はそれをくぐって「仏壇参り（婚家系譜に入ることを先祖へ報告）」をした後、結婚式に臨む。式から1週間、仏間の入口にそのまま掛けられ（あるいは仏間内に移さたうえで衣桁に飾られ）、仏間にいるとされる婚家先祖の霊（現代では祝賀に訪れた近隣住民）に対し新婦実家の系譜をその家紋に依って明示し、同時に、婚家当主の立場から祖先へ婚礼事実の報告を行う。花嫁のれんは、婚礼当日（および、わずか1週間の披露期間）のためだけに個別制作すなわち新婦実家によって発注され、新婦実家から婚家へ嫁入り道具の一環として贈られる。ただ、結婚式で一度しか使用できず高価かつ非実用品であるため、現代においては（西洋のウェディングドレス同様に）母親が嫁ぐ娘へ自身の花嫁のれんを譲る例がある。

## 関連する婚姻風習
花嫁が結家の敷居を跨ぐ際、玄関で「合わせ水」がある。花嫁の家の水を竹筒に入れて持参し、嫁ぎ先の水と実家の水をカワラケに同時に注いだ「合わせ水」を花嫁が一口飲む。すると媒酌人夫人が「両家の水に合いますように」と願いを込めて、カワラケを玄関の地面に打ち付けて割る（元に戻れない、すなわち「離婚して実家に戻る」などの事態を否定する、『新婦の退路を断つ』象徴的な行為）。富山、福井では、これを「一生水」と呼ぶこともあり、嫁ぎ先の水だけを飲み、「一生この家の水を飲みます」という誓いになる。

## 関連する行事・施設
花嫁のれん展
2004年から、ゴールデンウィーク期間の4月29日から5月の第2日曜日（母の日）まで七尾市の一本杉通りにおいて「花嫁のれん展」が開催されている。実際に使用されたのれんが軒先、店舗のショーウインドーや店内に飾られる。また、開催初日には花嫁道中も披露される。
2024年は能登半島地震の影響で七尾市での開催は中止となり、同年11月に東京都文京区の旧安田楠雄邸庭園で開催されることになった。
花嫁のれん館
2016年4月9日に開館した花嫁のれんの常設展示施設。一本杉通り西側の七尾市馬出町にあり、明治時代から平成時代にかけての花嫁のれんが常設展示されている。白無垢を着付けて実際にのれんをくぐる体験もできる（予約が必要）。
花嫁のれん (列車)
金沢駅 ~ 和倉温泉間を運行する特急列車。